# День споріднених фіно-угорських народів
Щороку наприкінці кожного третього тижня жовтня у світі відзначають День споріднених фіно-угорських народів. Це свято фіно-угорські народи відносять до одним з найбільш значущих, що показує широту їх земель, які вони освоїли як перші жителі Півночі, а також підкреслює цивілізаційну особливість родинних народів фіно-угорської групи, які штучно розділені межами Заходу та Сходу.

## Історія та географія свята

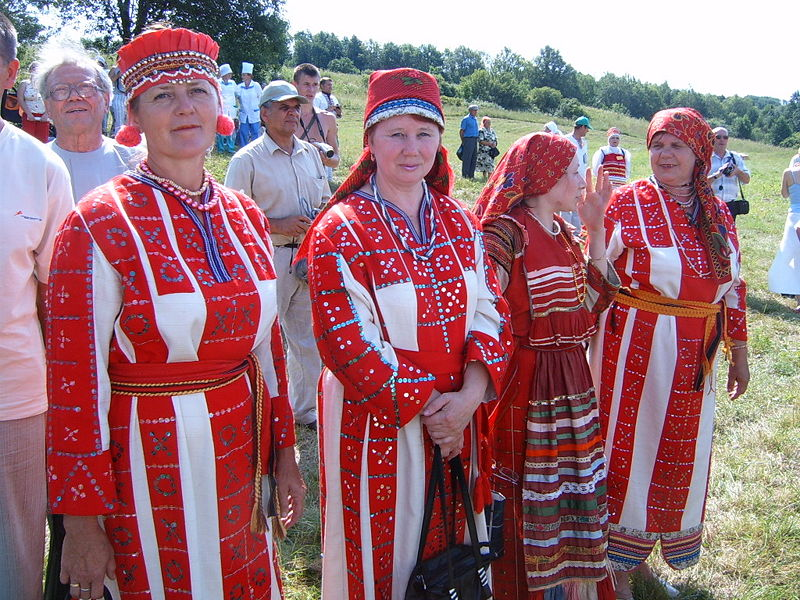
Ерзянки в народному вбранні

Вперше День споріднених фіно-угорських народів відзначили 28 лютого 1928 року у Фінляндії одночасно із Днем Калевали. Наступного року на честь цієї події було проведено урочисті заходи в Естонії.
У 1931 році на IV Конгресі фіно-угорської культури було вирішено святкувати Дні споріднених народів у Естонії, Фінляндії та Угорщині щорічно наприкінці третього тижня жовтня.
У ці дні проходили урочисті збори, культурні заходи, служби у храмах. У зв'язку з початком Другої світової війни проведення урочистостей було припинено.
У Росії, де проживає основна кількість фіно-угрів (мордва, ханти, чуваші, мансі та інші), стали відзначати День споріднених фіно-угорських народів з 1992 року. У низці регіонів Росії протягом усього жовтня відбуваються заходи, присвячені цьому Дню.
До фінно-угорської групи належать фіни, карели, естонці, іжорці, вепси, водь, мордва, марійці, комі, удмурти, бесерм'яни, ханти, мансі, угорці, саами та інші.

## Дні споріднених фіно-угорських народів у Естонії
У Естонії Дні споріднених фіно-угорських народів перетворилися на одну з найважливіших серій заходів, що знайомлять широку громадськість із фіно-угорськими народами та зміцнюють зв'язки між ними. Основні заходи Днів фіно-угрів традиційно проходять у Таллінні та Тарту, втім фіно-угорські виконавці подорожують по всій Естонії, відвідуючи школи та місцеві культурні центри.
Ці дні сприяють також співпраці між фіно-угорськими народами, яка, якщо зазирнути в історію, допомогла багатьом фіно-угорським народам знайти себе та вижити.
У фіно-угорських народів Росії, коли вони відвідують Естонію і бачать їхню увагу, зростає оцінка своєї національної культури. У той же час Дні споріднених фіно-угорських народів допомагають відчути себе якоюсь мірою значніше, розширити основу мовної та культурної пірамід, захистити себе від чужого впливу, що нищить самоідентифікацію з боку сусідніх великих народів.